# Praon pubescens
Praon pubescens är en stekelart som beskrevs av Jaroslav Stary 1961. Praon pubescens ingår i släktet Praon och familjen bracksteklar. Arten är reproducerande i Sverige. Inga underarter finns listade i Catalogue of Life.